# 1901 في ألمانيا
فيما يلي قوائم الأحداث التي وقعت خلال عام 1901 في ألمانيا.

## أحداث
- 1 مارس – قطار فوبرتال المعلق

## مواليد

### يناير
- 7 يناير - إليزابيث شفارتسهاوبت، سياسية ووزيرة.
- 10 يناير – هينينغ فون تريسكوامر ضابط ألماني.
- 31 يناير – ماري لويز كاشنيتز روائية ألمانية.

### مارس
- 2 مارس – غريت هيرمان رياضياتية ألمانية.
- 11 مارس – جوزيف مارتن باور كاتب ألماني.
- 21 مارس – كارل أرنولد رئيس الوزراء الثاني لولاية شمال الراين - فيستفاليا (1947-1956).
- 27 مارس – إريك ألينهاور سياسي ألماني.

### أبريل
- 3 أبريل – رودي بارت

### مايو
- 14 مايو – روبرت ريتر
- 14 مايو – كريستوف أمير هيس جندي ألماني.

### يونيو
- 28 يونيو – ألفرد مولر

### يوليو
- 14 يوليو – أوتو ماير سياسي ألماني.

### أكتوبر
- 15 أكتوبر – برنارد فون برينتانو

### نوفمبر
- 11 نوفمبر – ماغدا جوبلز سياسي ألماني.
- 23 نوفمبر – ماري لويزه فلايسر مؤلفة ألمانية.

### ديسمبر
- 5 ديسمبر – فيرنر هايزنبيرغ فيزيائي نظري ألماني.
- 27 ديسمبر – مارلينه ديتريش

## وفيات

### أبريل
- 1 أبريل – بيرنهارد أبيكن (مواليد 1826)
- 28 أبريل – غوستاف ماس (مواليد 1830) عالم نبات ألماني.

### يوليو
- 6 يوليو – الأمير شلودفيغ (مواليد 1819) سياسي ألماني.

### سبتمبر
- 8 سبتمبر – يوهان فون ميكيل (مواليد 1829) سياسي ألماني.
- 26 سبتمبر – جون جورج نيكولاي (مواليد 1832) سياسي أمريكي.